# Крейґ Коллінз (тенісист)
Крейґ Коллінз (англ. Kreigh Collins; січень 1875 — 16 листопада 1909) — колишній американський тенісист.
Найвищу одиночну позицію світового рейтингу — 5 місце досяг 1899 року (у США).
Найвищим досягненням на турнірах Великого шолома були фінали в парному розряді.

## Фінали турнірів Великого шолома

### Парний розряд (2 поразки)
| Результат | Рік  | Турнір        | Покриття | Партнер          | Суперники                         | Рахунок                 |
| --------- | ---- | ------------- | -------- | ---------------- | --------------------------------- | ----------------------- |
| Поразка   | 1903 | Чемпіонат США | Трава    | Л. Гаррі Вейднер | Реджинальд Догерті Лоренс Догерті | 5–7, 3–6, 3–6           |
| Поразка   | 1904 | Чемпіонат США | Трава    | Реймонд Д. Літтл | Голкомб Ворд Білс Райт            | 6–1, 2–6, 6–3, 4–6, 1–6 |